# John Riccitiello

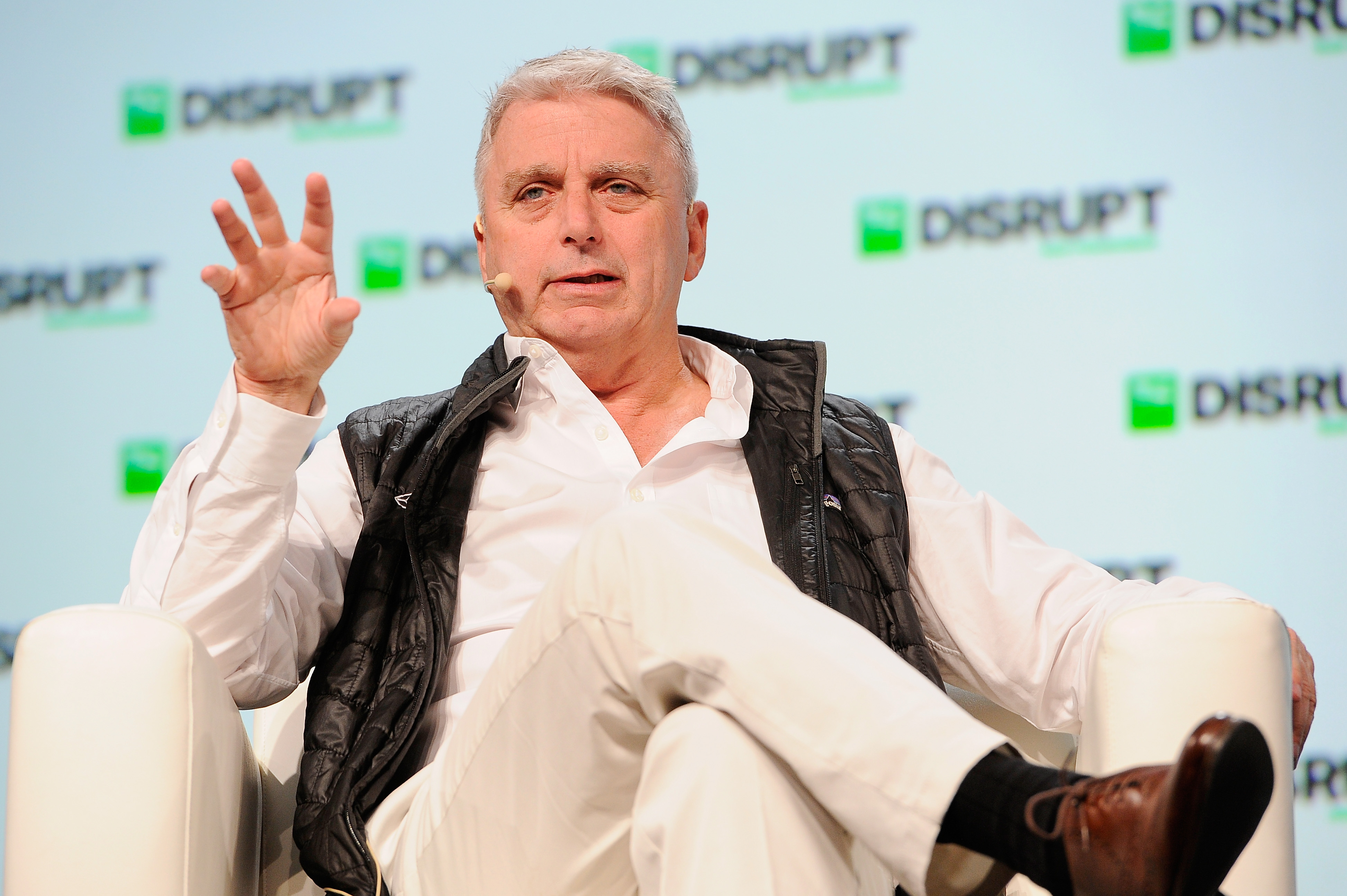
John Riccitiello

John Riccitiello (* 1958 in den USA) ist ein US-amerikanischer Manager, der in der Lebensmittelwirtschaft und später in der Computerspieleindustrie tätig war.

## Leben und Laufbahn
Er besuchte die Haas School of Business an der University of California in Berkeley. Riccitiello arbeitete bei zahlreichen verschiedenen Firmen und anderen Organisationen mit, unter anderem bei The Clorox Company als Brand-Manager, bei PepsiCo als Group Marketing Director, bei Häagen-Dazs als Geschäftsführer, bei Wilson Sporting Goods als Präsident und Chief Executive Officer und bei Sara Lee Corporation, ebenfalls als Präsident und Chief Executive Officer.
Von Oktober 1997 bis 2004 arbeitete er als Chief Executive Officer bei EA. Dann verließ er EA und wurde Mitgründer des Finanzinvestors Elevation Partners. Unter seiner Leitung übernahm der Investor die beiden Computerspielentwickler BioWare und Pandemic Studios. 2007 wechselte Riccitiello wieder zu EA, wo er im gleichen Jahr als CEO und President Nachfolger des langjährigen Geschäftsführers Larry Probst wurde. Am 30. März 2013 trat Riccitiello zurück. Vom 22. Oktober 2014 bis zum 9. Oktober 2023 übernahm er den Posten des CEO bei Unity Technologies, dem Hersteller der Unity-Engine. Im Oktober 2023 trat er von seinem Geschäftsführungsposten bei Unity zurück.